# ليوبولد أونغر
ليوبولد أونغر (بالبولندية: Leopold Unger)‏ هو صحفي وكاتب بولندي، ولد في 12 أغسطس 1922 في لفيف في أوكرانيا، وتوفي في 20 ديسمبر 2011 في بروكسل في بلجيكا بسبب سرطان.